# Michaił Iljin

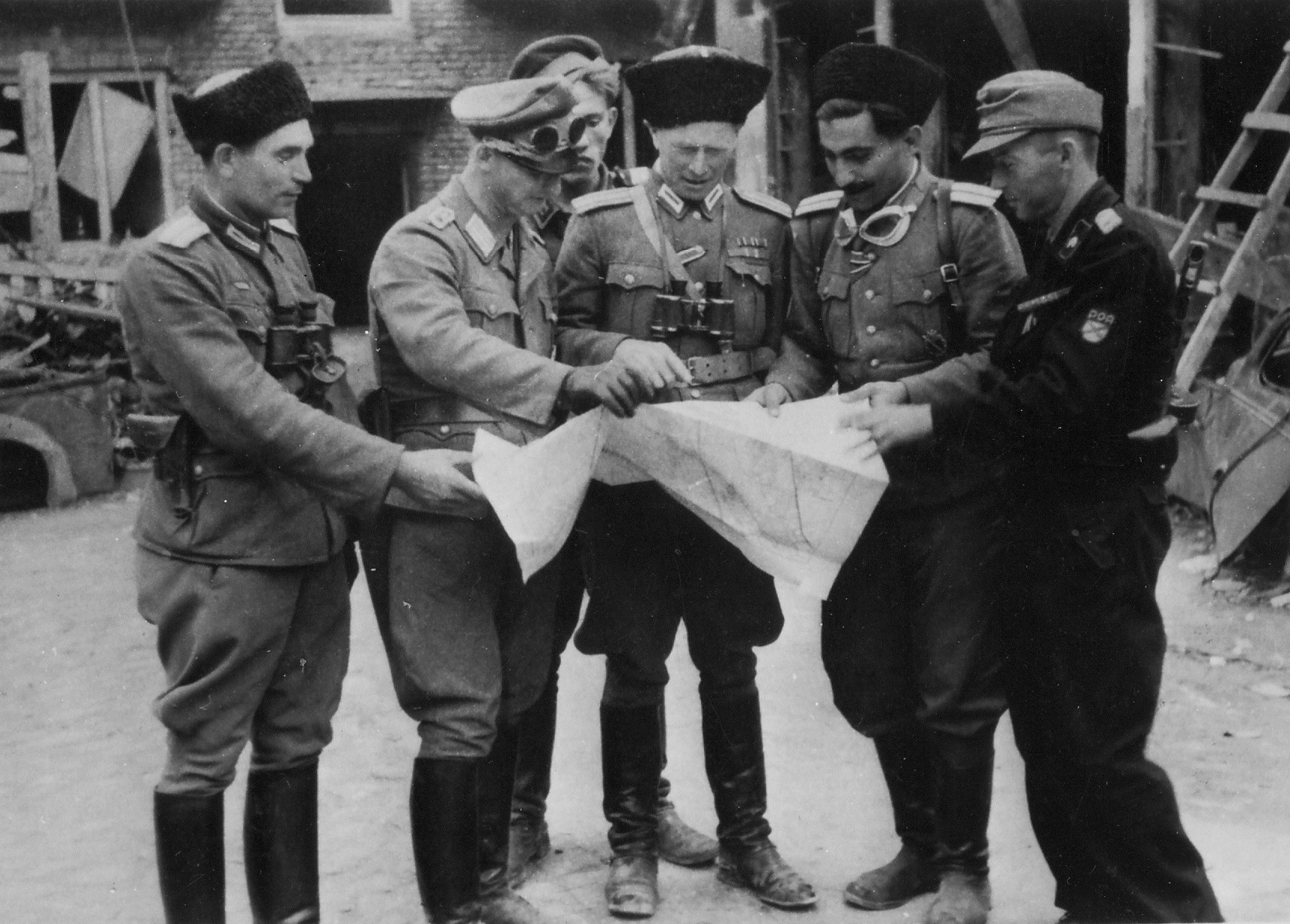
Pierwszy z prawej Michaił Iljin ps. Oktan podczas powstania warszawskiego

Michaił Aleksandrowicz Iljin, ros. Михаил Александрович Ильин (ur. ?, zm. po 1947 r.) – radziecki inżynier,  propagandysta, publicysta i współpracownik SD podczas II wojny światowej
W okresie międzywojennym mieszkał w Odessie. Prawdopodobnie ukończył miejscową politechnikę, po czym pracował jako inżynier. Przed atakiem wojsk niemieckich na ZSRR 22 czerwca 1941 r., służył w Armii Czerwonej. Jesienią 1941 r. w rejonie Briańska przeszedł na stronę Niemców. Przyjął pseudonimy "Oktan" i "Iljinicz". Początkowo służył jako tłumacz. Potem wszedł w skład 612 Kompanii Propagandowej działającej przy sztabie 2 Armii Pancernej. Na pocz. 1942 r. został agentem SD, po czym przydzielono go do Abwehrgruppe-107. W okupowanym mieście Orzeł objął funkcję redaktora naczelnego kolaboracyjnej gazety "Riecz", pisząc do niej szereg artykułów. Prowadził w różnych miastach kursy propagandowe o charakterze antysemickim. Był autorem broszur propagandowych (m.in. "Jawlajetsia li eta wojna otieczestwiennoj dla narodow Rossii", "Jewriei i bolszewiki", "Zagowor protiw czełowieczestwa"). W lipcu 1943 r. został wraz z redakcją ewakuowany do Briańska, a następnie do pobliskiego Ordżonikidzegradu. Ostatecznie na pocz. 1944 r. przybył do Bobrujska, gdzie utworzył Związek Walki przeciwko Bolszewizmowi. Na terenach okupowanej Białorusi tworzył struktury organizacyjne Związku i jego organizacji młodzieżowej Związek Młodzieży Rosyjskiej, koordynując następnie ich działalność. Wydał manifest wzywający do walki z komunistami i Żydami. Współdziałał z oddziałem 1C (wywiad i kontrwywiad) sztabu 9 Armii. W maju 1944 r. zorganizował konferencję działaczy Związku Walki z Bolszewizmem. W poł. 1944 r. ewakuował się do Niemiec, gdzie podjął współpracę z Ministerstwem Rzeszy ds. Okupowanych Terytoriów Wschodnich Alfreda Rosenberga. Po zakończeniu wojny zamieszkał w zachodnich Niemczech. Dalsze jego losy są nieznane.